# レオナルド・キャンプス

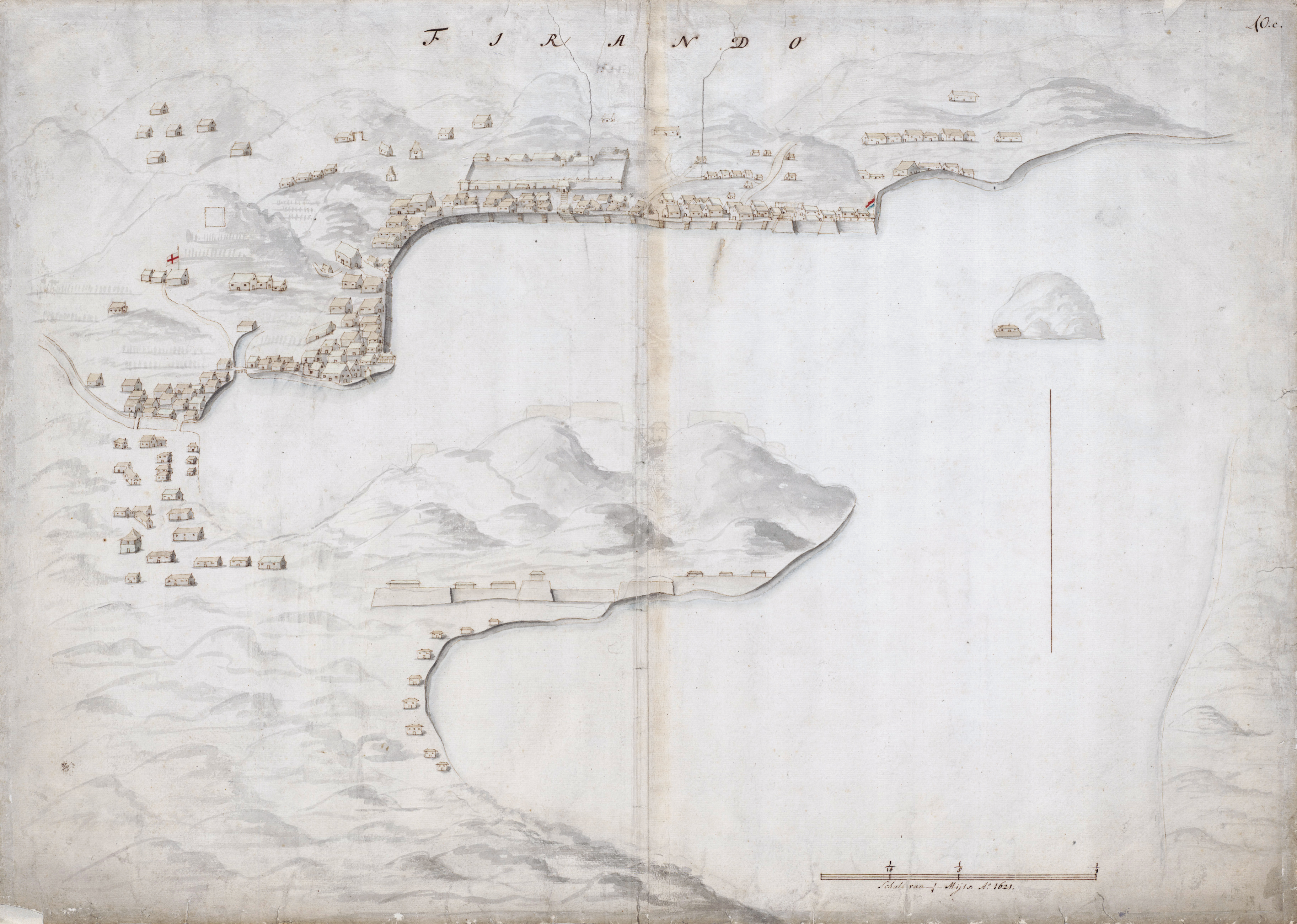
平戸湾の伏図（オランダ国立公文書館）。フレンチ・ヤコブゾーン・フィッシャー画と推定（1633年）、アトラス・アムステルダム（1695年）

レオナルド・キャンプス（Leonard Camps, ? - 1623年11月23日）は、オランダ東インド会社平戸商館の第4代商館長。ヤックス・スペックスの後任として、1621年10月29日から1623年11月21日までその任にあった。キャンプスは1616年初めに来日した。1621年に商館長になると、1622年1月27日に徳川秀忠に拝謁した。その際にイギリス商館長であったリチャード・コックスを伴ったが、これは両者で武器禁輸解除を請願するためであった。
キャンプスは貿易額を拡大するため、中国の絹を日本に輸入することを提案した。彼は、マカオにおけるヤン・ピーテルスゾーン・クーンの戦闘行為が、日本との貿易に打撃を与えたと信じた。東インド会社はマレー諸島において中国商人にその活動を阻止されたため、1622年7月に澎湖諸島を占領し、そこをアジア貿易の拠点とした。その後1624年には明軍と8ヶ月に渡る戦火を交えた、両国の間で和議が成立し、澎湖の要塞と砲台を破棄し、オランダ人は台湾に移ることを明朝が認めた。このようにして台湾を占拠することとなったオランダ人は、一鯤鯓（現在の台南市安平区）に熱蘭遮城 (Zeelandia) を築城し、台湾統治の中心とした。
キャンプスは日本の絹の年間輸入量を180樽と見積もった。1621年から1623年にかけ、毎年14隻以上のオランダ船が平戸に入港した。日本側はその代金を金銀で支払った。1623年、キャンプスは病を得、11月23日に平戸で死亡した。